# Pedro Osório
Pedro Osório is een gemeente in de Braziliaanse deelstaat Rio Grande do Sul. De gemeente telt 8.297 inwoners (schatting 2009).

## Aangrenzende gemeenten
De gemeente grenst aan Arroio Grande, Capão do Leão, Cerrito, Herval en Piratini.